# Чемодуров, Евгений Григорьевич
Евгений Григорьевич Чемоду́ров (бел. Яўген Рыгоравіч Чамадураў; 28 января [10 февраля] 1914, Шумиха, Оренбургская губерния — 28 февраля 2006, Минск) — советский театральный художник, педагог. Народный художник БССР (1963). Заслуженный деятель искусств РСФСР (1958). Заслуженный деятель искусств Таджикской ССР (1945). Заслуженный деятель искусств Литовской ССР (1953). Лауреат Сталинской премии второй степени (1949). Член КПСС с 1956 года.

## Биография
Евгений Чемодуров родился 28 января (10 февраля) 1914 года в семье железнодорожника на станции Шумиха Каменной волости Челябинского уезда Оренбургской губернии, ныне город — административный центр Шумихинского муниципального округа Курганской области.
Чтобы пережить трудности послереволюционной разрухи, мать, Зинаида Александровна, с Евгением уехали к её сестре Наталье в Кострому, а отец Григорий Андреевич — на заработки в Среднюю Азию.
В 1932 году окончил в Костроме частную художественную школу Николая Павловича Шлеина (где мальчик по причине яркой одаренности и усердия занимался бесплатно),
в 1938 году окончил Ленинградский институт живописи, скульптуры и архитектуры (учителя Е. Е. Лансере, М. П. Бобышов, К. И. Рудаков, А. П. Остроумова-Лебедева). Во время учёбы написал картину «Степан Разин», после чего все пророчили ему будущее выдающегося исторического живописца. А Евгений Григорьевич перевёлся на театрально-декорационный факультет. Он не пропускал ни одного нового спектакля, особенно любил оперу. В годы учёбы работал в Пушкинском театре, где ему поручили реставрацию декораций А. Я. Головина к «Маскараду» Лермонтова. Чемодуров оформил по эскизам К. С. Петрова-Водкина спектакль «Безумный день, или Женитьба Фигаро» Бомарше.
В 1930-х годах создал несколько киноплакатов («Пётр Первый», «Пугачёв» и др.). Участник художественных выставок.
В 1938—1951 годах главный художник Таджикского академического театра оперы и балета. Весной 1941 года в Москве открывается декада таджикского искусства. Одно из представлений спектакля «Отелло», который оформлял Чемодуров, посетил Иосиф Сталин.
В 1951—1955 годах главный художник Московского театра имени В. В. Маяковского.
В 1953—1955 годах работал советником в Министерстве культуры Румынии и одновременно — художником-постановщиком в Оперном театре Бухареста.
В 1955—1959 годах главный художник Челябинского театра оперы и балета  имени М. И. Глинки
Член КПСС с 1956 года.
В 1959—1976 главный художник Государственного Академического Большого театра оперы и балета Белорусской ССР.
В 1960—1991 годах преподавал в Белорусском государственном театрально-художественном институте.
Работал в театрах Аргентины (1975—1976), Финляндии, Литвы.
Летом 1971 года Евгений Чемодуров с сыном Сергеем и несколькими товарищами совершил путешествие на плоту по горной забайкальской реке Ципе. Они прошли все 119 порогов и получили в Москве золотые медали и звание победителей Всесоюзного первенства. Чемпион СССР по водному туризму, чемпион Вооруженных Сил, общества «Спартак».
Евгений Григорьевич Чемодуров умер 28 февраля 2006 года в городе Минске Минской области Республики Беларусь. Похоронен на Восточном кладбище города Минска.

## Оформил спектакли
- 1947 — «Лебединое озеро» П. И. Чайковского; «Лейли и Меджнун» С. А. Баласаняна
- 1948 — «Шехерезада» Н. А. Римского-Корсакова; «Белый цветок» С. А. Баласаняна и А. С. Ленского
- 1949 — «Золушка» С. С. Прокофьева
- 1950 — «Красный мак» Р. М. Глиэра; «Источник счастья» Л. К. Книппера
- 1952 — «Лауренсия» А. А. Крейна
- 1953 — «Гроза» А. Н. Островского
- 1955 — «Аида» Дж. Верди (Бухарест)
- 1956 — «Князь Игорь» А. П. Бородина
- 1958 — «Большой вальс» И. Штрауса
- 1959 — «Цветок счастья» Г. А. Мушеля
- 1960 — «Сказка о мёртвой царевне и семи богатырях» В. М. Дешевова
- 1961 — «Мечта» Е. А. Глебова (Минск); «Каменный цветок» С. С. Прокофьева (Бухарест)
- 1962 — «Дон Кихот» Л. Ф. Минкуса
- 1963 — «Свет и тени» Г. М. Вагнера; «Орестея» С. И. Танеева
- 1968 — «Ромео и Джульетта» С. С. Прокофьева
- 1972 — «Раймонда» А. К. Глазунова
- 1974 — «Лебединое озеро» П. И. Чайковского (Сегед)

## Награды и премии
- Сталинская премия второй степени (1949 год) — за оформление балетного спектакля «Лейли и Меджнун» С. А. Баласаняна на сцене ТаджАТОБ имени Лахути[4]
- Орден Трудового Красного Знамени[5]
- Орден «Знак Почёта» (1941 год)[6]
- Медаль «За доблестный труд в Великой Отечественной войне 1941—1945 гг.»
- Народный художник Белорусской ССР (1963 год)
- Заслуженный деятель искусств Белорусской ССР (1958 год)
- Заслуженный деятель искусств РСФСР (1958 год)
- Заслуженный деятель искусств Литовской ССР (1953 год)
- Заслуженный деятель искусств Таджикской ССР (1945 год)

## Семья
- Отец Григорий Андреевич происходил из самарских степных старообрядцев, числился мещанином; но всю жизнь проработал на железных дорогах Сибири и Средней Азии. В оригинале читал французские и немецкие книги, хорошо знал историю и философию[7].
- Мать Зинаида Александровна 
  - Дед Александр Федорович Фон-Гелер, происходил из обрусевшего, крещенного в православии, немецко-саксонского рода. Окончил университет в Лейпциге, трудился горным инженером на угольных шахтах юга России.
  - Бабушка Наталья Михайловна Раевская, происходила из дворянского рода Раевских. Умерла в возрасте 30 лет, оставив 4 детей.
- Жена Аза Ивановна Штанкова (1923—2015), происходила из дворянского рода. Отец погиб на фронте.
  - Дочь Наталья, актриса, муж режиссёр Николай Артемьевич Калинин, у них сын Денис
  - Сын Сергей Чемодуров, занимался строительством, горным делом. У него сын Иван и дочь Евгения.